# انجيليكا بارتش
انجيليكا بارتش (بالألمانية: Angelika Bartsch ) (و. 1959 – م) هي ممثلة من ألمانيا . ولدت في هايلبرون.

## روابط خارجية
- انجيليكا بارتش على موقع IMDb (الإنجليزية)
- انجيليكا بارتش على موقع ألو سيني (الفرنسية)
- انجيليكا بارتش على موقع أول موفي (الإنجليزية)
- انجيليكا بارتش على موقع قاعدة بيانات الأفلام السويدية (السويدية)
- انجيليكا بارتش على موقع قاعدة بيانات الفيلم (الإنجليزية)
- انجيليكا بارتش على موقع كينوبويسك (الروسية)